# Ролето
Ролѐто (на италиански: Roletto; на пиемонтски: Rolej, Ролей, на окситански: Roulei, Роулей) е село и община в Метрополен град Торино, регион Пиемонт, Северна Италия. Разположено е на 412 m надморска височина. Към 1 януари 2020 г. населението на общината е 2026 души, от които 83 са чужди граждани.